# STMicroelectronics
STMicroelectronics é uma empresa franco-italiana dedicada a fabricação de componentes electrónicos e semicondutores, sediada em Genebra, na Suíça.

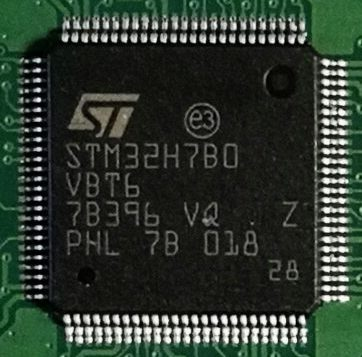
Chip da STMicroelectronics.

Em 3 de fevereiro de 2009 foi criada uma joint venture com Ericsson, uma empresa sueca de comunicações e serviços, sendo chamada de ST-Ericsson, mas que durou até 2 de agosto de 2013. A joint venture tinha o proposito de produzir produtos para rede sem fio e semicondutores.